# Tapai

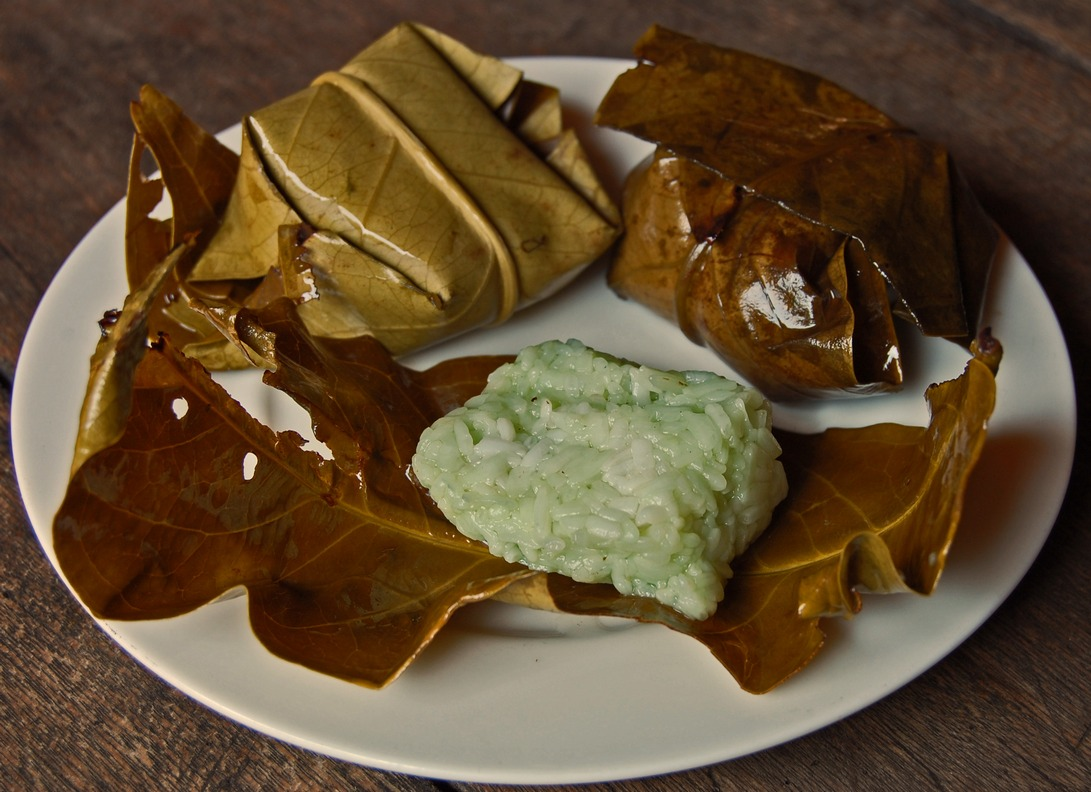
Tapai ketan, riz gluant fermenté enveloppé dans une feuille, Kuningan, Java occidental.

Le tapai (également tapay, tape ou tapé) est une préparation fermentée traditionnelle de riz ou d'autres féculents que l'on trouve dans une grande partie de l'Asie du Sud-Est, en particulier dans les cultures austronésiennes et dans certaines parties de l'Asie de l'Est. Il désigne à la fois la pâte et la boisson alcoolisées qui en sont dérivées. Il a un goût aigre-doux et peut être consommé tel quel, comme ingrédient de recettes traditionnelles, ou encore fermenté pour faire du vin de riz (qui, dans certaines cultures, est également appelé tapai). Le tapai est traditionnellement préparé avec du riz blanc ou du riz gluant, mais peut également être fabriqué à partir d'une variété de sources de glucides, notamment le manioc et les pommes de terre,. La fermentation est effectuée par une variété de moisissures, y compris Aspergillus oryzae, Rhizopus oryzae, amylomyces rouxii ou différentes espèces de Mucor, et des levures, notamment Saccharomyces cerevisiae, Saccharomycopsis fibuligera et Endomycopsis burtonii, ainsi que des bactéries,.

## Étymologie
Le mot tapai est dérivé du proto-malayo-polynésien (en)*tapay (« [nourriture] fermentée ») qui, à son tour, est dérivé du proto-austronésien *tapaJ. Ces dérivés se réfèrent désormais à une grande variété d'aliments fermentés dans toute l'Austronésie, y compris le pain au levain et l’alcool de riz,.
Tape est un ancien terme javanais (ou kawi) qui désigne le manioc fermenté et le riz fermenté. Les deux sont des sous-produits de la fabrication d'alcools traditionnels. Le mot est entré dans le vocabulaire moderne via la langue indonésienne, avec des orthographes variées, telles que tape en Java et tapai dans les communautés Melayu à travers le pays. Dans le Java occidental, le même soundanais peuyeum est utilisé.
Le proto-malayo-polynésien *tapay-an désigne également les grandes jarres en terre cuite utilisées à l'origine pour ce processus de fermentation. Les mots apparentés dans les langues austronésiennes modernes comprennent le tapayan (tagalog), le tepayan (iban) et le tempayan (javanais et malais),.

## Culture
Le tapai est fabriqué en inoculant une source de glucides avec des micro-organismes. Cette culture a des noms différents dans différentes régions, indiqués dans le tableau ci-dessous. La culture peut être trouvée naturellement dans la nature, en mélangeant de la farine de riz avec des épices moulues (notamment de l'ail, du poivre, du piment, de la cannelle), du sucre de canne ou de l'eau de coco, des tranches de gingembre ou d'extrait de gingembre et de l'eau pour en faire une pâte. Celle-ci est pressée en palets d’environ 3 cm de diamètre et 1 cm d'épaisseur, et laissés à incuber entre des feuilles de bananier pendant deux à trois jours. Ils sont ensuite séchés et stockés, prêts à être utilisés.

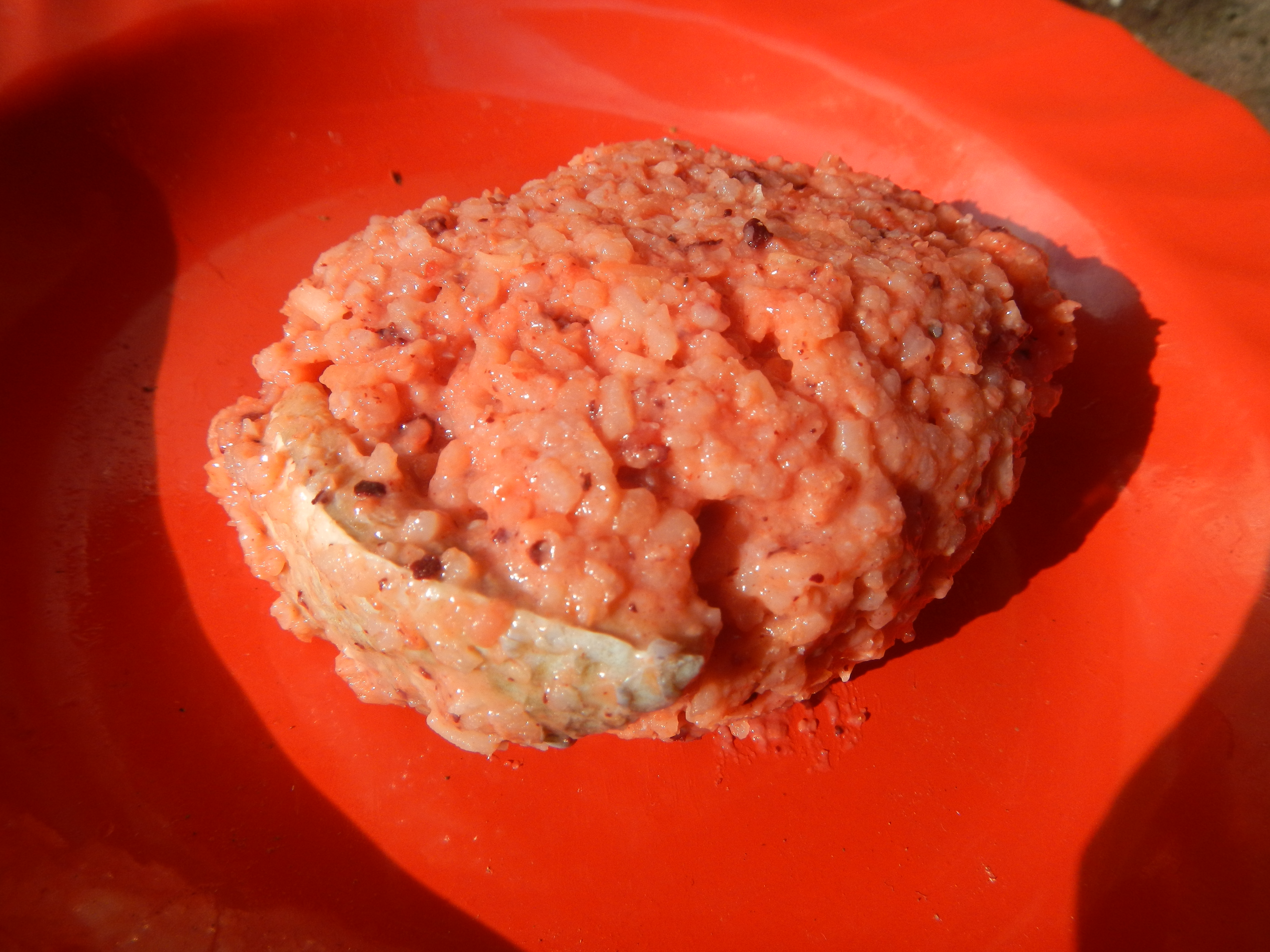
Burong isda, un plat philippin de poisson en conserve dans du riz fermenté avec de la levure de riz rouge.

| Région | Chine                               | Indonésie/Malaisie | Corée | Philippines                                    | Thaïlande     |
| Nom    | Peh-chu, jiuyao (chinois simplifié) | Ragi tapai         | Nuruk | Bubod, bubur, bubud, bourgeon, bourgeon, tapay | Regarde-paeng |

## Préparation

### Traditionnelle
Traditionnellement, le riz blanc cuit ou le riz gluant est fermenté dans des jarres appelées tapayan. En fonction de la durée et des divers processus adoptés, le tapai donnera différents produits finaux. Il s'agit notamment de la pâte légèrement fermentée utilisée pour les gâteaux de riz, le brem, le riz cuit fermenté (buro, tapay, inuruban, binubudan, binuboran, tapai, tape), le riz fermenté aux crevettes (aux Philippines buro, balaobalao, balobalo, tag-ilo), le riz fermenté au poisson (buro) ou divers vins de riz (tapuy philippin, tapey, bubod, basi, pangasi ; vin de brem indonésien).

### Moderne
| Région     | Cambodge    | Chine                        | Inde        | Indonésie                                                                                    | Corée | Malaisie       | Philippines | Singapour  | Thaïlande | Brunéi |
| Riz blanc  | Chao, tapai | Lao-chao (chinois), jiuniang |             | Tapai beras                                                                                  | Nuruk | Tapai nasi     | Tapay, buro, balaobalao, balobalo, galapong bigas                                                                                 | Tapai nasi | Khao-mak  | Tapai  |
| Riz gluant | Tapai       |                              | Bhattejaanr | Tapai kétan                                                                                  |       | Tapai pulut    | Tapay, binuburang basi, tapay basi, inuruban, binubudan, binuboran, galapong, galapong malagkit, galapong pilit, galapong salaket |            |           | Pulut  |
| manioc     |             |                              |             | Tapai ketela, tapai ubi kayu (Minangkabau), bande singkong, ruban telo, peuyeum (soundanais) |       | Tapai ubi kayu | Binuburang kamoteng kahoy, binuburang balanghoy, tapay panggi, tapay a banggala                                                   |            |           |        |

## Utilisations en cuisine

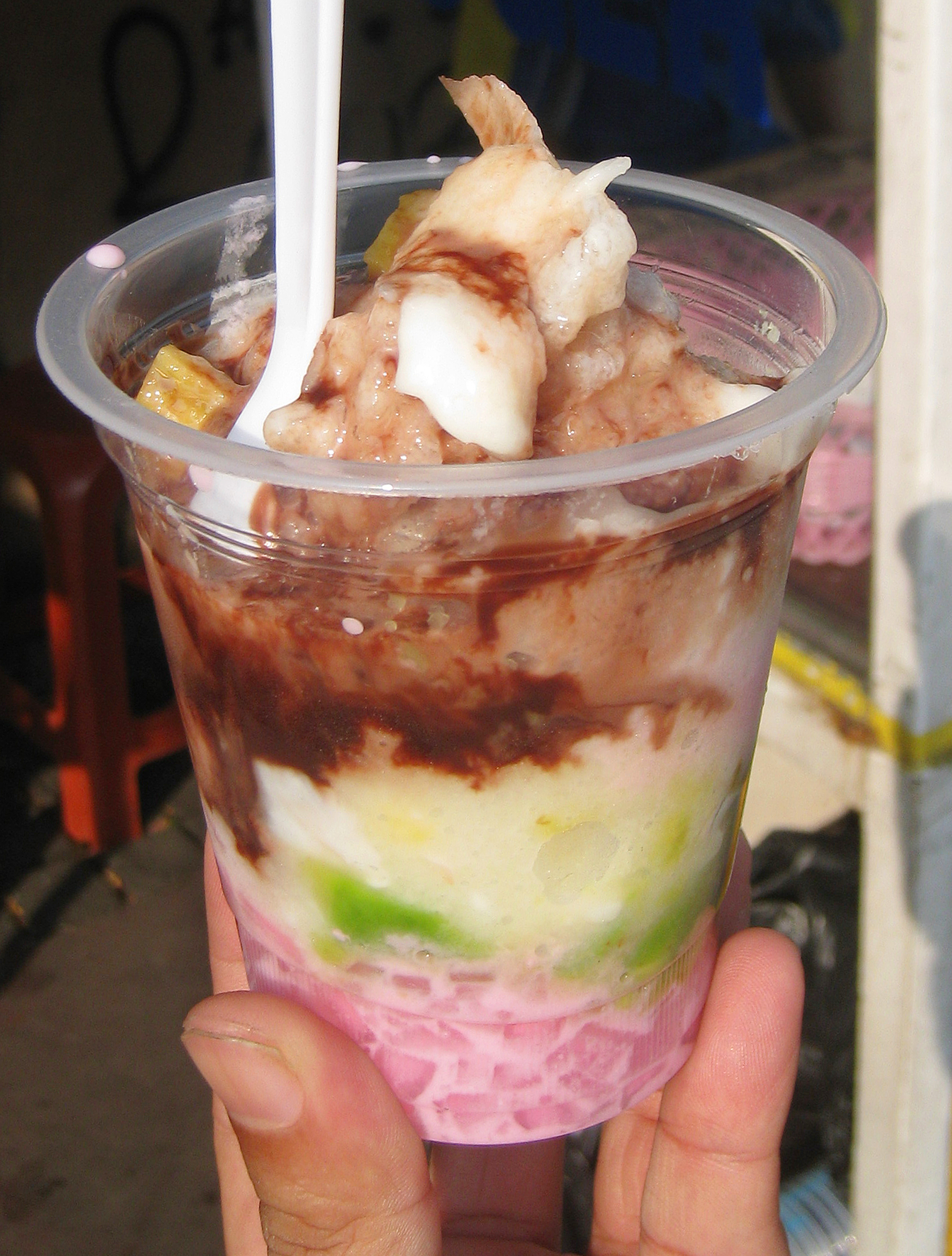
Peuyeum (tapai de manioc) dans le cadre du dessert glacé sucré es doger.

### Philippines
Aux Philippines, il existe divers plats et boissons dérivés du tapay. Ils sont à l'origine désignés par le terme tinapay (littéralement « fait par tapay »), d’après Antonio Pigafetta. Le terme tinapay est désormais limité au « pain » dans les langues philippines modernes.
L'utilisation la plus courante du riz fermenté est le galapong, une pâte de riz visqueuse traditionnelle philippine faite en trempant (et généralement en fermentant) du riz gluant non cuit pendant une nuit, puis en le broyant en pâte. Il est utilisé comme base pour divers kakanin ou gâteaux de riz. Les bouillies fermentées de tapay sont également répandues, avec divers groupes ethniques ayant leurs propres versions comme le buro, le binuburan et le tapay. Ceux-ci sont généralement traditionnellement fermentés avec ou associés à du poisson ou des crevettes (semblables au narezushi japonais), comme dans le burong isda, le balao-balao ou le tinapayan. Les vins de riz dérivés du tapay comprennent le basi des Ilocos et le tapuy de Banaue et de la Mountain Province.